# David Sesa
David Sesa (Zürich, 1973. július 10. –) svájci válogatott labdarúgó.
A svájci válogatott tagjaként részt vett az 1996-os Európa-bajnokságon.